# Campeonato de Fútbol Femenino 1994 (Argentina)
El Campeonato de Fútbol Femenino 1994 fue la cuarta edición del torneo oficial de fútbol femenino disputado en Argentina. Fue organizado por la Asociación del Fútbol Argentino (AFA). Participaron 6 equipos en un sistema de todos contra todos a 3 ruedas. Almirante Brown solo disputó las primeras 4 fechas. A los equipos que debían enfrentarlo en las siguientes fechas, se les dio el partido por ganado por 1-0. El campeón fue River Plate, quien obtuvo los puntos necesarios para conquistar el campeonato en la fecha 12, a falta de 3 fechas para concluir el torneo, luego de vencer a su clásico rival Boca Juniors.

## Equipos participantes
En cursiva, los equipos debutantes en el torneo.
| Equipo          | Ciudad       |
| --------------- | ------------ |
| Almirante Brown | La Matanza   |
| Berazategui     | Berazategui  |
| Boca Juniors    | Buenos Aires |
| Independiente   | Avellaneda   |
| River Plate     | Buenos Aires |
| Yupanqui        | Buenos Aires |

## Tabla de posiciones
| Pos | Equipo          | Pts | PJ | G  | E | P  | GF | GC |
| --- | --------------- | --- | -- | -- | - | -- | -- | -- |
| 1.º | River Plate     | 30  | 15 | 15 | 0 | 0  | 60 | 7  |
| 2.º | Boca Juniors    | 19  | 15 | 9  | 1 | 5  | 44 | 14 |
| 3.º | Yupanqui        | 17  | 15 | 7  | 3 | 5  | 20 | 27 |
| 4.º | Independiente   | 15  | 15 | 7  | 1 | 7  | 31 | 26 |
| 5.º | Berazategui     | 9   | 15 | 4  | 1 | 10 | 9  | 43 |
| 6.º | Almirante Brown | 0   | 15 | 0  | 0 | 15 | 3  | 50 |

## Resultados

### Fecha 1
| 28 de mayo de 1994 | Almirante Brown | 1 - 13 | Independiente | Almirante Brown Principal, |  |

| 29 de mayo de 1994 | Boca Juniors | 1 - 1 | Yupanqui | Atlanta Auxiliar, |  |

| 29 de mayo de 1994 | River Plate | 3 - 1 | Berazategui | River Plate Auxiliar, |  |

### Fecha 2
| 4 de junio de 1994 | Yupanqui | 3 - 1 | Almirante Brown | Sacachispas, |  |

| 5 de junio de 1994 | Boca Juniors | 2 - 3 | River Plate | Boca Juniors Auxiliar, |  |

| 5 de junio de 1994 | Independiente | 3 - 1 | Berazategui | Independiente Auxiliar, |  |

### Fecha 3
| 11 de junio de 1994 | Berazategui | 0 - 0 | Yupanqui | Berazategui, |  |

| 11 de junio de 1994 | Almirante Brown | 0 - 9 | Boca Juniors | Almirante Brown Principal, |  |

| 12 de junio de 1994 | River Plate | 6 - 1 | Independiente | River Plate Auxiliar, |  |

### Fecha 4
| 19 de junio de 1994 | Boca Juniors | 14 - 0 | Berazategui | Boca Juniors Auxiliar, |  |

| 19 de junio de 1994 | Almirante Brown | 1 - 14 | River Plate | Almirante Brown Principal, |  |

| 26 de junio de 1994 | Yupanqui | 2 - 1 | Independiente | Club Savio 80, |  |

### Fecha 5
| 2 de julio de 1994 | Berazategui | 1 - 0 | Almirante Brown | Berazategui, |  |

| 3 de julio de 1994 | Independiente | 2 - 1 | Boca Juniors | Independiente Auxiliar, |  |

| 3 de julio de 1994 | River Plate | 8 - 0 | Yupanqui | River Plate Auxiliar, |  |

### Fecha 6
| 16 de julio de 1994 | Berazategui | 1 - 4 | River Plate | Berazategui, |  |

| 16 de julio de 1994 | Yupanqui | 0 - 3 | Boca Juniors | Yupanqui, |  |

| 17 de julio de 1994 | Independiente | 1 - 0 | Almirante Brown | -, |  |

### Fecha 7
| 23 de julio de 1994 | Berazategui | 0 - 3 | Independiente | Berazategui, |  |

| 23 de julio de 1994 | River Plate | 3 - 1 | Boca Juniors | River Plate Auxiliar, |  |

| 11 de agosto de 1994 | Almirante Brown | 0 - 1 | Yupanqui | -, |  |

### Fecha 8
| 30 de julio de 1994 | Yupanqui | 4 - 1 | Berazategui | Sacachispas, |  |

| 7 de agosto de 1994 | Independiente | 0 - 2 | River Plate | Independiente Auxiliar, |  |

| 11 de agosto de 1994 | Boca Juniors | 1 - 0 | Almirante Brown | -, |  |

### Fecha 9
| 11 de agosto de 1994 | River Plate | 1 - 0 | Almirante Brown | -, |  |

| 20 de agosto de 1994 | Berazategui | 0 - 5 | Boca Juniors | Berazategui, |  |

| 21 de agosto de 1994 | Independiente | 1 - 1 | Yupanqui | Independiente Auxiliar, |  |

### Fecha 10
| 11 de agosto de 1994 | Almirante Brown | 0 - 1 | Berazategui | -, |  |

| 3 de septiembre de 1994 | Boca Juniors | 3 - 2 | Independiente | Boca Juniors, |  |

| 27 de septiembre de 1994 | Yupanqui | 0 - 3 | River Plate | Sacachispas Auxiliar, |  |

### Fecha 11
| 11 de agosto de 1994 | Almirante Brown | 0 - 1 | Independiente | -, |  |

| 10 de septiembre de 1994 | River Plate | 1 - 0 | Berazategui | River Plate, |  |

| 11 de septiembre de 1994 | Boca Juniors | 1 - 2 | Yupanqui | Boca Juniors Auxiliar, |  |

### Fecha 12
| 11 de agosto de 1994 | Yupanqui | 1 - 0 | Almirante Brown | -, |  |

| 17 de septiembre de 1994 | Boca Juniors | 0 - 1 | River Plate | Boca Juniors Auxiliar, |  |

| 18 de septiembre de 1994 | Independiente | 0 - 1 | Berazategui | Independiente, |  |

### Fecha 13
| 11 de agosto de 1994 | Almirante Brown | 0 - 1 | Boca Juniors | -, |  |

| 24 de septiembre de 1994 | Berazategui | 1 - 5 | Yupanqui | Berazategui, |  |

| 24 de septiembre de 1994 | River Plate | 7 - 0 | Independiente | River Plate Auxiliar, |  |

### Fecha 14
| 11 de agosto de 1994 | Almirante Brown | 0 - 1 | River Plate | -, |  |

| 1 de octubre de 1994 | Boca Juniors | 1 - 0 | Berazategui | -, |  |

| 22 de octubre de 1994 | Yupanqui | 0 - 3 | Independiente | Club Savio 80, |  |

### Fecha 15
| 11 de agosto de 1994 | Berazategui | 1 - 0 | Almirante Brown | -, |  |

| 8 de octubre de 1994 | River Plate | 3 - 0 | Yupanqui | River Plate Auxiliar, |  |

| 30 de octubre de 1994 | Independiente | 0 - 1 | Boca Juniors | Independiente Auxiliar, |  |

## Campeón
| XXX                    |
| River Plate 3.º título |